# Stéphane Leite
Stéphane Leite, né le 12 mars 1988 à Clermont-Ferrand, est un entraîneur français de basket-ball.

## Biographie
Stéphane Leite passe sept saisons sur le banc Landerneau, club qu'il a accompagné de la LF2, avec le gain du titre de champion de France LF2 en 2018 et qu'il qualifie pour l'Eurocoupe. Dès la fin 2020, il s'engage à rejoindre le club de Lattes-Montpellier, où il devrait s'engager jusqu'en 2024 et remplacer Thibaut Petit. Mais en raison du changement d'équipe dirigeante du club, il est remercié dès septembre 2021, avant le début de sa première saison. Sans club durant la saison, il s'engage pour trois ans avec Charnay à compter de l'automne 2022, où il doit succéder à Matthieu Chauvet.

## Carrière entraîneur

### Clubs
- 2000-2010 : AS Montferrand[1]
- 2010-2014 : Tregueux[1]
- 2014-2021 : Landerneau Bretagne Basket
- 2022- : Charnay Basket Bourgogne Sud

### Palmarès
- Champion de France LF2 en 2018
- Champion de France LF2 en 2023